# Här kommer Pippi Långstrump (film)
Här kommer Pippi Långstrump är en svensk film från 1973 som består av ihopklippta scener från TV-serien Pippi Långstrump från 1969.

## Handling
Pippi har flyttat in i Villa Villekulla med sina guldpengar och lär känna Tommy och Annika, fröken Prysselius, de mindre intelligenta poliserna Kling och Klang samt bovarna Dunder-Karlsson och Blom. Pippi ställer till med kaos på kafferep och flyger luftballong. Hon träffar också sin far Efraim Långstrump. Pippi har tänkt att följa med honom till Söderhavet, men när hon ser hur ledsna Tommy och Annika blir, ångrar hon sig och stannar kvar hemma istället.

## Rollista
- Inger Nilsson – Pippi Långstrump
- Maria Persson – Annika
- Pär Sundberg – Tommy
- Margot Trooger – fröken Prysselius, "Prysseluskan"
  - Gun Arvidsson – fröken Prysselius (röst)
- Hans Clarin – Dunder-Karlsson, bov
  - Gösta Prüzelius – Dunder-Karlsson (röst)
- Paul Esser – Blom, bov
  - Hans Lindgren – Blom (röst)
- Ulf G. Johnsson – poliskonstapel Kling
  - Per Sjöstrand – poliskonstapel Kling (röst)
- Göthe Grefbo – poliskonstapel Klang
- Fredrik Ohlsson – Sven Settergren, Annika och Tommys pappa
- Öllegård Wellton – fru Settergren, Annika och Tommys mamma
- Beppe Wolgers – kapten Efraim Långstrump, Pippis pappa (ej krediterad)
- Staffan Hallerstam – Benke (ej krediterad)
- Curt Åström – kyrkvaktmästare Persson (ej krediterad)[7]

## Uppföljare
Det finns även en uppföljare som också består av hopklippta scener från TV-serien och har den engelska titeln Pippi Goes on Board. Den börjar med fartyget Hoppetossa och slutar med att Pippi firar jul.